# Bert Sheiles
Bert Sheiles (* 11. November 1911; † nach 1947) war ein australischer Speerwerfer.
Bei den British Empire Games 1938 in Sydney wurde er Siebter.
1934, 1936 und 1947 wurde er Australischer Meister. 